# Alice Prin
Alice Ernestine Prin (Châtillon-sur-Seine, 2 de outubro de 1901 – Paris, 23 de março de 1953), apelidada de Rainha de Montparnasse, e muitas vezes conhecida como Kiki de Montparnasse, foi uma modelo, cantora de boate, atriz, memorista e pintora francesa. Ela foi uma das representantes que ajudou a definir a cultura liberada de Paris na década de 1920.

## Início da vida
Alice Prin nasceu em Châtillon-sur-Seine, Côte d'Or. Filha ilegítima, ela foi criada na pobreza por sua avó. Aos doze anos de idade, ela foi enviada para viver com sua mãe em Paris, a fim de encontrar trabalho. Ela trabalhou primeiro em lojas e padarias, mas aos catorze anos de idade, ela posava nua para escultores, o que criou discórdia com  sua mãe.

## Começo da notoriedade
Adotando um único nome, "Kiki", ela tornou-se uma figura conhecida da cena social de Montparnasse e uma modelo artística popular, posando para dezenas de artistas, incluindo Sanyu, Chaim Soutine, Julien Mandel, Tsuguharu Foujita, Constant Detré, Francis Picabia, Jean Cocteau, Arno Breker, Alexander Calder, Per Krohg, Hermine David, Pablo Gargallo, Mayo, e Tono Salazar. Moïse Kisling pintou um retrato de Kiki intitulado Nu assis, um dos seus mais conhecidos.
O seu companheiro na maior parte da década de 1920 foi Man Ray, que fez centenas de retratos dela. Ela é o tema de algumas de suas imagens mais conhecidas, incluindo a notável imagem surrealista Le violon d'Ingres e Noire et blanche.
Ela apareceu em nove filmes de curta-metragem, muitas vezes experimentais, incluindo Ballet mécanique, de Fernand Léger, sem receber qualquer crédito.

## Obras de arte e autobiografia
Pintora em seu próprio mérito, em 1927 Prin teve uma exposição lotada na Galerie au Sacre du Printemps, em Paris. Assinando suas obras com seu nome único,  Kiki, ela geralmente registrava o ano de pintura. Seus desenhos e pinturas compõem retratos, auto-retratos, atividades sociais, animais fantásticos e  paisagens oníricas compostas de um, estilo expressionista leve e ligeiramente regular que é um reflexo do seu humor descontraído e otimismo sem limites. Sua autobiografia foi publicada em 1929, como  Memórias de Kiki, com introduções de Ernest Hemingway e Tsuguharu Foujita. Em 1930, o livro foi traduzido por Samuel Putnam e publicado em Manhattan pela Black Manikin Press, mas foi imediatamente banido pelo governo dos Estados Unidos. Uma cópia da primeira edição dos EUA foi mantida na seção de livros banidos na Biblioteca Pública de Nova York na década de 1970. No entanto, o livro tinha sido reimpresso sob o título The Education of a Young Model durante as décadas de 1950 e 1960 (por exemplo, uma edição de 1954 da Bridgehead tem a introdução de Hemingway e fotos e ilustrações de Mahlon Blaine). Essas edições foram colocadas principalmente por Samuel Roth. Aproveitando o fato de que a proibição do livro significava que não recebia proteção de direitos autorais nos EUA, Roth lançou uma série de edições supostamente protegidas por direitos autorais (que nunca foram registradas na Biblioteca do Congresso) que alteraram o texto e adicionaram ilustrações - desenhos e fotografias - que não eram de Prin. Edições publicadas em e depois de 1955 incluem 10 capítulos extras supostamente escritos por Prin 23 anos após o livro original, incluindo uma visita a Nova York, onde ela se encontra com Samuel Roth e Ernest Hemingway; Nada disso era verdade. A autobiografia original finalmente ganhou uma nova tradução e publicação em 1996.

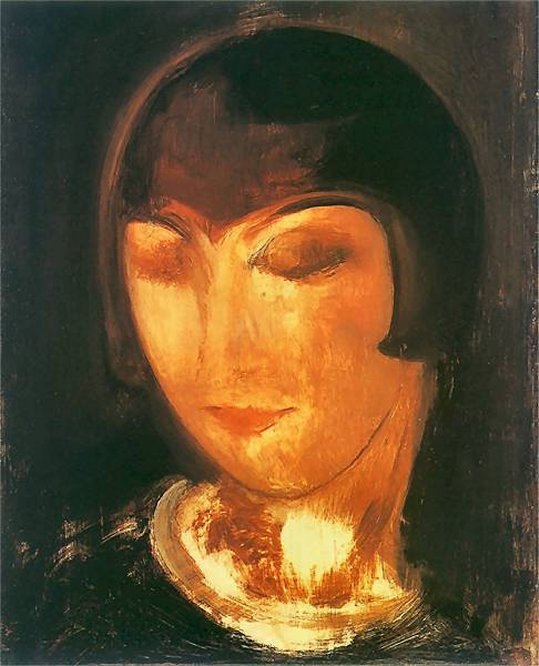
Alice Prin (Kiki), c. 1920, pintado por Gustaw Gwozdecki (1880-1935)

Suas apresentações em cabarés,  de meias pretas e ligas incluíam canções ousadas mas inofensivas, que agradavam o público Por alguns anos durante a década de 1930, ela foi dona do cabaré de Montparnasse, L'oasis, que mais tarde foi rebatizado "Chez Kiki."
Um símbolo da Paris boemia e criativa, aos vinte e oito anos ela foi declarada a Rainha de Montparnasse. Mesmo durante tempos difíceis, ela manteve sua atitude positiva, dizendo: "tudo o que eu preciso é de uma cebola, um pouco de pão e uma garrafa de [vinho] tinto; e eu sempre vou encontrar alguém que me ofereça."
Ela deixou Paris para evitar a ocupação do exército alemão durante a II Guerra Mundial, que entrou na cidade em junho de 1940. Ela não voltou a viver na cidade imediatamente após a guerra.

## Morte e legado
Prin morreu em 1953, após cair do lado de fora de seu apartamento no bairro de Montparnasse, aos cinquenta e um, aparentemente, de complicações do alcoolismo ou dependência de drogas. Uma grande multidão de artistas e fãs participaram de seu funeral em Paris e seguiram a procissão à sua inumação no Cimetière du Montparnasse. Seu túmulo a identifica como "Kiki, 1901-1953, cantora, atriz, pintora, Rainha de Montparnasse." Tsuguharu Foujita disse que, com  Kiki, os dias gloriosos de Montparnasse foram enterrados para sempre.
Muito tempo depois de sua morte, Prin continua a ser a personificação da franqueza, a audácia e a criatividade que marcaram esse período da vida em Montparnasse. Em 1989, os biógrafos Billy Klüver e Julie Martin chamaram-na de "uma das primeiras mulheres verdadeiramente independentes do século." Em sua honra, uma hemerocallis foi batizada de Kiki de Montparnasse.
Em 2008, uma biografia em quadrinhos de Kiki de Montparnasse foi publicada, escrita e desenhada pelos franceses José-Louis Bocquet e Catel Muller.

## Filmografia
- 1923: L'Inhumaine por Marcel L'Herbier

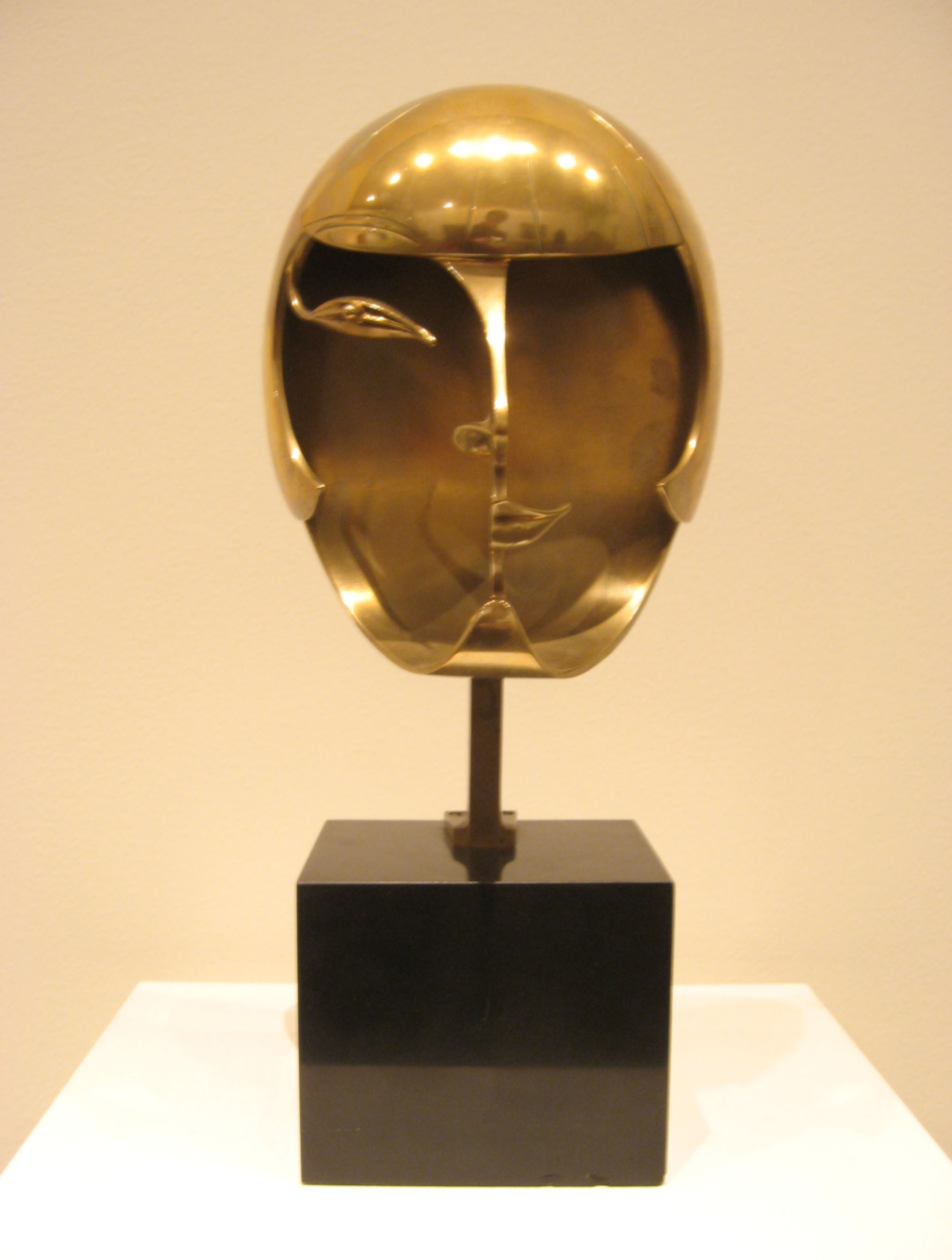
Kiki de Montparnasse, bronze de 1928 por Pablo Gargallo (1881-1934) – Museu do Louvre(Fotografia em domínio público de Feno Kranen)

- 1923: Le Retour à la Raison por Man Ray, curta-metragem
- 1923: Ballet Mécanique por Fernand Léger, curta-metragem
- 1923: Entr'acte por René Clair, curta-metragem
- 1923: La Galerie des valsa monsters por Jaque Catelain
- 1926: Emak-Bakia por Man Ray, curta-metragem
- 1928: L'Etoile de mer por Man Ray
- 1928: Paris express ou Lembranças de Paris por fr et Marcel Duhamel, curta-metragem
- 1930: Le Capitaine jaune por Anders Wilhelm Sandberg
- 1933: Cette vieille canaille por Anatole Litvak